# Geoanwendung
Geoanwendungen sind Webanwendungen, die mit Geodiensten das Darstellen, Verarbeiten oder Erfassen von Geodaten (also raumbezogene Informationen) ermöglichen. Diese neue Art von Informationssystemen ist im Rahmen der Geodateninfrastrukturen entstanden.
Geoanwendungen werden durch Metadaten beschrieben und können beispielsweise über den Geodienst Web Catalogue Service in einem Metadaten-Informationssystem recherchiert oder mit einem Geobrowser erschlossen werden. Im Gegensatz zu bekannten – nicht Geodienste basierten – Lösungen können Geoanwendungen Geodienste unterschiedlichster Anbieter verarbeiten. Auf Grund dieses Vorteils lassen sie sich einfach in deren räumlicher Ausdehnung und Thematik erweitern.

## Beispiele
- BayernAtlas – digitaler Atlas mit unter anderem topografischen Karten der Bayerischen Vermessungsverwaltung
- Geothermisches Informationssystem – Geothermie-Karten des Leibniz-Institut für Angewandte Geophysik
- KAGIS – Geoportal und Web-GIS des Landes Kärnten (Kataster, touristische Themen, Katastrophenschutz, …)

### Weitere allgemeine Beispiele
- Geoinformationssystem